# Rândunică de savană
Rândunica de savană (Hirundo aethiopica) este o specie de pasăre din familia Hirundinidae. Deși nu este migratoare, arealul său este larg, extinzându-se din Benin până în Burkina Faso, Camerun, Republica Centrafricană, Ciad, Republica Democratică Congo, Coasta de Fildeș, Eritrea, Etiopia, Ghana, Guinea, Israel, Kenya, Mali, Niger, Nigeria, Senegal, Somalia, Sudan, Tanzania, Togo, Uganda.